# Zemětřesení v Lublani (1895)

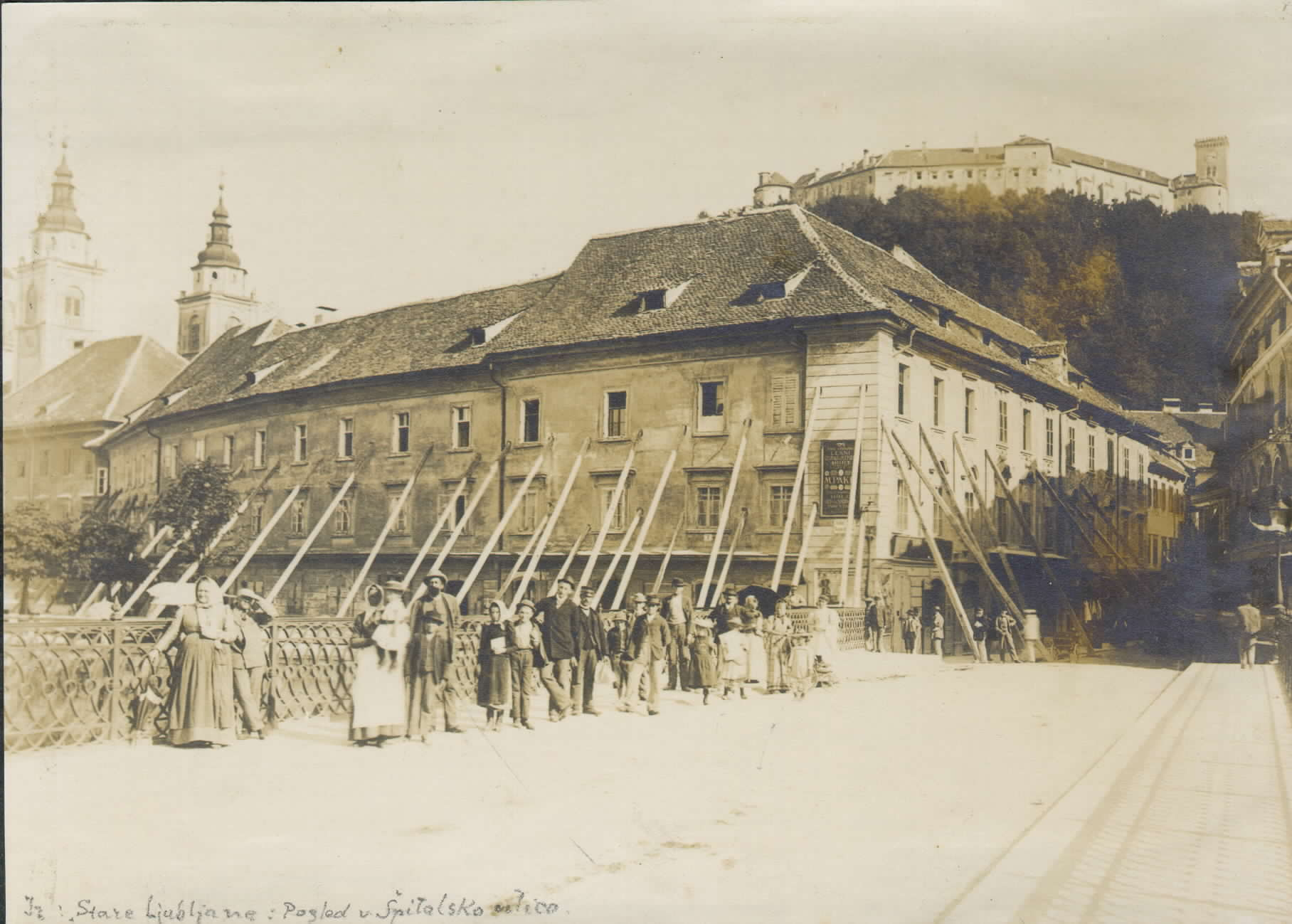
Špitalska (Nemocniční ulice); nyní Stritarjeva

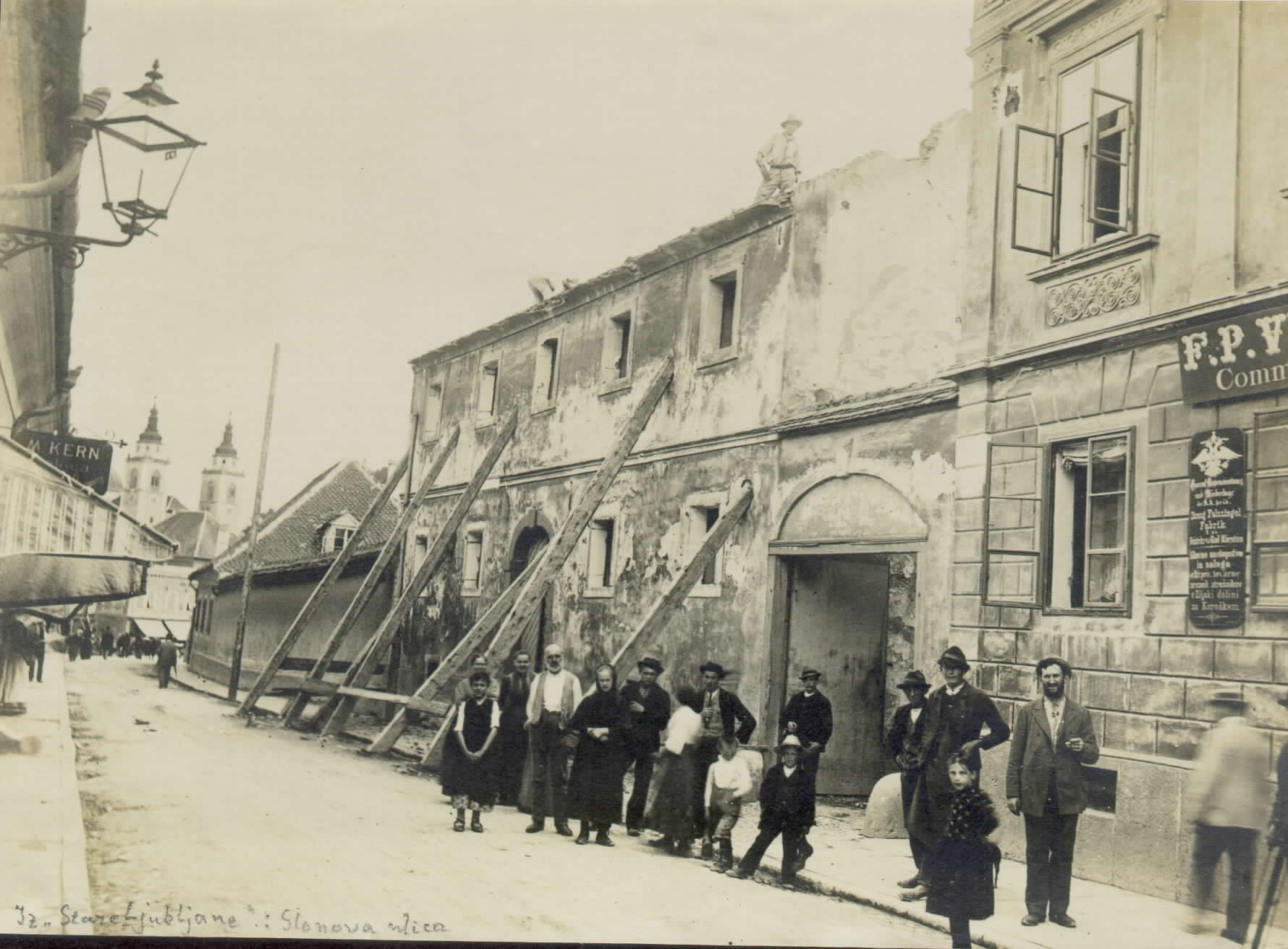
Wolfova ulice

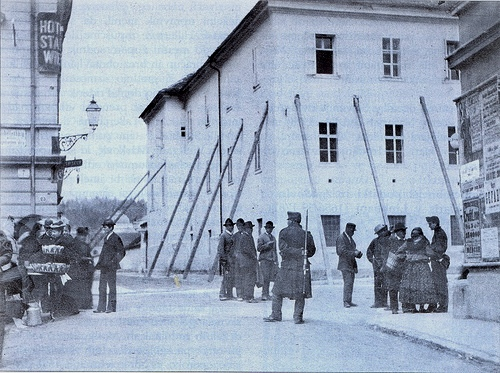
Starý klášter s diecézní dívčí kolejí, dnes na tomto místě sídlí Banka Slovenije

Zemětřesení v Lublani (slovinsky Ljubljanski potres) nebo Velikonoční zemětřesení (slovinsky velikonočni potres) zasáhlo Lublaň (hlavní a největší město Kraňska, korunní země Rakousko-Uherska) na velikonoční neděli 14. dubna 1895. Bylo nejničivějším a posledním ničivým zemětřesením v oblasti.

## Průběh zemětřesení
Zemětřesení o síle 6,1 Richterovy stupnice a maximu VIII–IX Mercalliho stupnice udeřilo ve 20:17 UTC (22:17 místního času). Epicentrum se nacházelo v Janče, asi 16 kilometrů východně od centra Lublaně.
Ohnisko zemětřesení se nacházelo v hloubce asi 16 kilometrů. Otřesy byly zaznamenány v okruhu 350 km, na ploše asi 385 000 km². Zasáhly i tak vzdálená místa jako Assisi, Florencii, Vídeň a Split. V dalších 10 dnech následovalo více než 100 dotřesů.

### Škody
Největší škody byly způsobeny v okruhu 18 kilometrů, od obce Ig do Vodice. V té době žilo v Lublani kolem 31 000 obyvatel, ve městě stálo přibližně 1400 budov. Kolem deseti procent budov bylo poškozeno nebo úplně zničeno, přičemž zahynulo jen několik lidí. Na Vodnikově náměstí (slovinsky Vodnikov trg), byl zničen starý klášter s diecézní dívčí kolejí a knihovna. Budovy byly poškozeny natolik, že musely být strženy a na jejich místě vznikla nekrytá venkovní tržnice. Od roku 1940 na tomto místě vznikala Lublaňská ústřední tržnice (Osrednja ljubljanska tržnica). Škody v celém městě byly odhadnuty na 7 milionů zlatých.

### Reakce
Následující ráno přijala městská rada mimořádná opatření pro pomoc nejhůře postiženým obětem. Policie získala mimořádné pravomoci, byla pověřena i kontrolou poškozených budov. Všechny městské školy byly dočasně uzavřeny a některé továrny dočasně pozastavily provoz. O několik dní později byly vybudovány nouzové přístřešky pro osoby bez střechy nad hlavou. Mnoho občanů Lublaně opustilo město. Rychle se začínal projevovat nedostatek potravin, tak bylo zřízeno pět nouzových vývařoven, které zdarma nebo za nízké ceny distribuovaly několik tisíc teplých jídel denně. 
V ostatních oblastech Rakouska-Uherska, zejména ve Vídni, českých zemích a Chorvatsko-slavonském království byly organizovány veřejné sbírky. Z členů městské rady prokázal organizační schopnosti při poskytování pomoci liberální nacionalista Ivan Hribar. Krátce na to byl zvolen starostou. V této funkci se podílel na rozsáhlé rekonstrukci Lublaně.

## Vývoj města po zemětřesení
Barokní ráz Lublaně vydržel až do roku 1895, kdy Lublaň postihlo zemětřesení. Starosta Ivan Hribar poté do města pozval přední architekty té doby. Nejvýznamnějším slovinským architektem byl Jože Plečnik, jenž byl také autorem úprav Pražského hradu. Právě po odchodu z Prahy se začal Plečnik věnovat práci v Lublani.
Až do zemětřesení měla Lublaň provinční vzhled. Po něm došlo k rozšíření a rozsáhlým přestavbám ve stylu Vídeňské secese. Stavby z tohoto období stojí vedle dřívějších barokních staveb, které po zemětřesení zůstaly. Mnoho budov, jako například Mladika, bylo postaveno na základě širšího plánu rekonstrukce města starosty Ivana Hribara. Období mezi lety 1896 až 1910 je známo jako „období obnovy Lublaně“ nejen kvůli těmto architektonickým změnám, které jsou znatelné dodnes, ale i díky reformě městské správy, zdravotnictví, školství i cestovního ruchu, které následovalo. Generální urbanistický plán nové Lublaně připravil Max Fabiani. 
V letech 1895 až 1910 bylo postaveno 436 nových budov a stovky byly renovovány nebo rozšířeny ve stylu vídeňské secese. Většina současných důležitých budov, mostů, památníků ale i parků pochází z tohoto období. V roce 1895 byla na náklady obyvatel Lublaně v Janče postavena kaple zasvěcená Panně Marii Růžencové pro ochranu před dalšími takovými katastrofami. V roce 1897, byla v Lublani na Vegově ulici vybudována první seismologická observatoř na území Rakousko-Uherska.